# Los Pozos (Tumbes)
Los Pozos es una localidad peruana ubicada en el distrito de San Jacinto, perteneciente a la provincia y el departamento de Tumbes, al norte del Perú. 

## Ubicación
Los Pozos se ubica al oeste de la provincia de Tumbes, en el distrito de San Jacinto, en el departamento de Tumbes.

## Demografía
En 2017 Los Pozos tenía una población de 19 habitantes.